# 赫利 (紐約州普查規定居民點)
赫利（英語：Hurley）是位於美國紐約州阿爾斯特縣的普查規定居民點。

## 人口
根據2020年美國人口普查的數據，赫利的面積為14.30平方千米，當中陸地面積為14.21平方千米，而水域面積為0.08平方千米。當地共有人口3346人，而人口密度為每平方千米233.99人。